# Anolis orcesi
Anolis orcesi (андійський аноліс Орсеса) — вид ігуаноподібних ящірок родини анолісових (Dactyloidae). Ендемік Еквадору. Вид названий на честь еквадорського зоолога Густаво Орсеса.

## Поширення і екологія
Андійські аноліси Орсеса мешкають на східних схилах Еквадорських Анд, можливо, також в Колумбійських Андах. Вони живуть в гірських хмарних лісах, трапляються на позбавлених листя гілках дерев, на висоті понад 2 м над землею, однак нижче крон дерев. Зустрічаються на висоті від 1510 до 1768 м над рівнем моря.

## Збереження
МСОП класифікує стан збереження цього виду як близький до загрозливого. Anolis orcesi загрожує знищення природного середовища.